# JabRef
JabRef es un Software de gestión bibliográfica que utiliza BibTeX como formato nativo. JabRef proporciona una interfaz fácil de usar para la edición de archivos de tipo BibTeX, para la importación de datos de bases de datos científicos en línea, y para la gestión y la búsqueda de archivos BibTeX. 
JabRef se encuentra bajo los términos de la licencia MIT. La aplicación está programada en Java, es portable y recibe mantenimiento para los sistemas operativos Windows, Linux y Mac OS X. 

## Características
- Produce formatos de salida compatibles con BibTeX.
- Fácil edición, búsqueda y visualización de las entradas de referencia.
- Avanzada función de agrupación para la organización de las entradas de referencia de manera explícita o basada en palabras clave o términos de búsqueda generales.
- Importación de filtros de 15 formatos de referencia.
- Búsqueda directa y descarga a partir de PubMed y IEEEXplore. Descarga directa de CiteSeer y ArXiv.
- Los enlaces a recursos externos (URL, número DOI, PDF, PS, DjVu u otros tipos de archivo) se pueden abrir con un solo clic.
- Función de citar-según-escribe (cite-as-you-write) para aplicaciones externas tales como LyX, Kile, Emacs, WinEdt y Vim.
- JabRef puede exportar bases de datos en formato de hojas de cálculo de OpenOffice.org 1.1.sxc, y OpenDocument.ods de OpenOffice.org 2.0.[1] También hay un plug-in para OpenOffice, que se instala a través del menú Plug-in de JabRef.
- Puede ser ejecutado como trabajo por lotes sin interfaz gráfica de usuario para la conversión de archivos de referencia.
- Personalizable BibTeX de generación de claves.
- Filtros de exportación personalizable.
- Plug-in del sistema (sobre la base de Java Plugin Framework) que soporta las importaciones, nuevos filtros de exportación, la función de citar-según-escribe, formateadores de exportación y una mayor funcionalidad genérica.

## Historia
La primera versión de JabRef fue lanzada en 2003 después de que los creadores de BibKeeper (Morten O. Alves) y JBibtexManager (Nizar Batada) decidiesen juntar los dos proyectos. El nombre, JabRef, significa Java, Alves, Batada, Reference.